# Nízhniaya Turá
Nízhniaya Turá (en ruso: Нижняя Тура, literalmente, «Bajo Turá») es una ciudad del óblast de Sverdlovsk, en Rusia. Está situada sobre el río Turá —afluente del Tobol que es afluente del Irtish y este a su vez lo es del Obi—, a 203 km al norte de Ekaterimburgo, la capital del óblast. Cuenta 22 900 habitantes en 2007. A apenas 5 km se encuentra la antiguamente ciudad cerrada de Lesnói (antes llamada Sverdlovsk-45). La ciudad reúne bajo su administración 21 poblaciones que sumaban 6839 habitantes en 2006, haciendo que la aglomeración alcanzara los 30 184 habitantes ese año.

## Historia

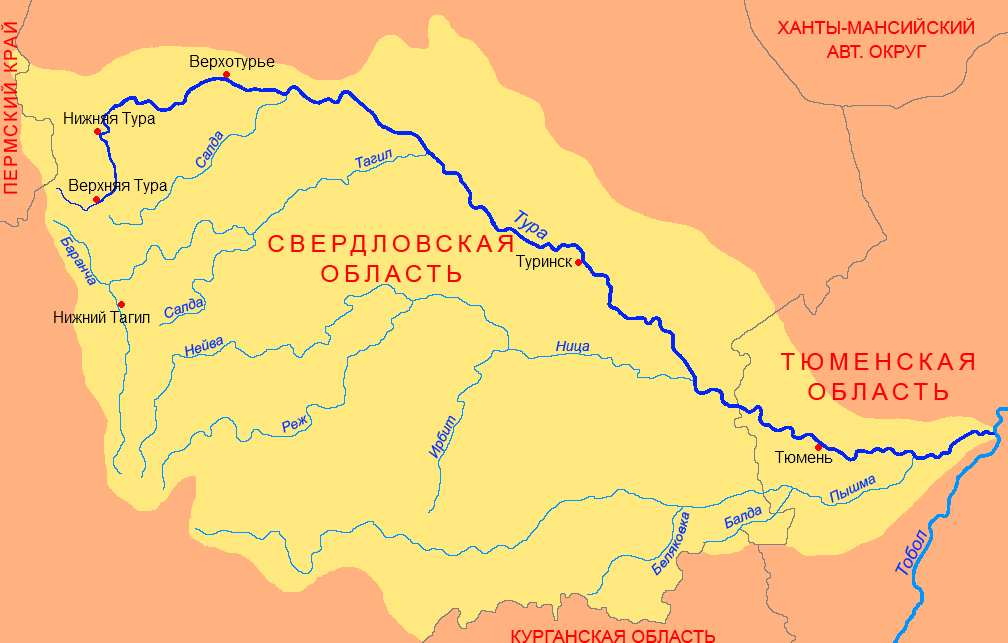
Nízhniaya Turá (Нижняя Тура) en un mapa del río Tura

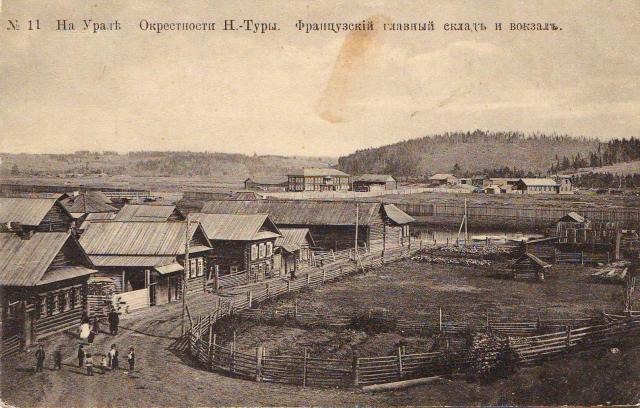
Almacén general francés y estación de ferrocarril de Nízhniaya Turá. Fotografía de N. F. Lagunov, principios del.

A la llegada de los rusos, en el emplazamiento de la ciudad se encontraba un santurio mansi. Nízhniaya Turá fue fundada en 1754 cerca de una fábrica siderúrgica del mismo nombre, cerca de otra fábrica un poco más arriba en el río que se convertiría en Verjniaia Turá. En 1824 fueron descubiertos en los alrededores yacimientos de oro y platino. Las minas de Isov produjeron más de la mitad del oro y el platino de los Urales, atrayendo a una numerosa población. Una fábrica de armas funcionó en la ciudad de 1852 a 1862. Más tarde, de 1889 a 1893, recibió a exiliados políticos como Yákov Sverdlov, Fiódor Serguéyev (Artiom) y Iván Malichev. En 1906, fue conectada a la vía férrea entre Kushva y Serov. En 1949 recibió el estatus de ciudad.

## Demografía
| 5428                                                   | 5363 | 20 638 | 19 562 | 22 926 | 26 268 | 24 247 | 22 006 |
| (Fuente: http://pop-stat.mashke.org/russia-cities.htm) |      |        |        |        |        |        |        |

## Cultura y lugares de interés
La ciudad cuenta con un museo de historia local.

## Industria
Nízhaniaya Turá es el centro administrativo y económico de una región minera de importancia. Afloran por tanto la industria de maquinaria, de maquinaria eléctrica y de la construcción (lana de roca). Hay también industria alimentaria y de la madera.
Cerca de la ciudad encontramos la Central Térmica del Bajo Turá (Нижнетуринская ГРЭС/ Nizhneturinskaya GRES). Por la ciudad también pasan oleoductos y gaseoductos que tienen aquí estaciones de bombeo y tasificación.